# Biblische Siedlungshügel – Megiddo, Hazor und Be’er Scheva
Die Biblischen Siedlungshügel – Megiddo, Chazor und Beʾer Scheva wurden 2005 von der UNESCO als Weltkulturerbe gewürdigt. Es handelt sich dabei um drei Tells (prähistorische Siedlungshügel), die im östlichen Mittelmeerraum (Levante) typisch sind. Die drei biblischen Orte liegen im Staat Israel.
In Israel sind mehr als 200 Tells bekannt. Der Ortsname Beʾer Scheva bezeichnet auch die unweit des gleichnamigen Tells gelegene moderne Stadt im Süden Israels. Dagegen sind Megiddo und Chazor im Norden Israels heute nur noch als Ausgrabungsstätten erlebbar. Die drei Orte wurden in der Bibel, und zwar ausschließlich im Alten Testament, mehrfach erwähnt: Beʾer Scheva (in deutscher Übertragung: Beerscheba) 33 Mal, Chazor 20 Mal und Megiddo 12 Mal. Megiddo wird darüber hinaus im Neuen Testament als Harmagedon, abgeleitet von Har Megiddo (Berg von Megiddo), als Ort der biblischen Endschlacht erwähnt (Off 16,16 ). Während Chazor und Megiddo vor allem im Zusammenhang mit der Landnahme der Israeliten erwähnt werden, ist das biblische Beʾer Scheva besonders in den Erzelternerzählungen von Bedeutung.
Die biblischen Erzählungen über die Geschichte des Volkes Israel im historischen Lande Kanaan lassen sich geschichtlichen Perioden von etwa dem 17. bis zum 2. Jahrhundert v. Chr. zuordnen. Die Geschichte der menschlichen Siedlungen an diesen Orten reicht jedoch zurück bis in das 6. Jahrtausend v. Chr.
Die Tells spiegeln viele Siedlungsperioden wider, wobei die biblischen Geschichten dem 12. bis 6. Jahrhundert v. Chr. zugeordnet werden. Die als Weltkulturerbe ausgewählten Orte waren in kanaanäischer Zeit Königssitze bzw. Verwaltungszentren und auch in der folgenden Zeit der israelitischen Könige von kultureller, religiöser, wirtschaftlicher, militärischer und administrativer Bedeutung. Sie lagen an wichtigen Handelswegen.
Alle drei Tells zeigen ausgeklügelte unterirdische Wassererfassungssysteme aus der Eisenzeit, mit denen es möglich war, große Städte zu versorgen, selbst zu Zeiten kriegerischer Belagerung.
Alle drei Siedlungen wurden seit ihrem Niedergang und ihrer nachfolgenden Aufgabe zwischen dem 10. und 4. Jahrhundert v. Chr. unberührt und intakt gelassen. Im Laufe der Zeit haben sie ihre Authentizität bewahrt und das charakteristische Aussehen einer konischen Form mit einer flachen Oberseite erhalten, die über die umgebende Landschaft hinausragt. Die drei Tells werden als Nationalparks in Israel durch die Israel Nature and Parks Authority (INPA) öffentlich zugänglich gemacht. Im Jahre 2005 wurden sie von der UNESCO zum Welterbe in Israel erklärt.